# San Esteban (ort i Honduras, Departamento de Olancho, lat 15,21, long -85,77)
San Esteban är en ort i Honduras.   Den ligger i departementet Departamento de Olancho, i den centrala delen av landet, 200 km nordost om huvudstaden Tegucigalpa. San Esteban ligger 447 meter över havet och antalet invånare är 3 439.
Terrängen runt San Esteban är kuperad åt nordost, men åt sydväst är den platt. Runt San Esteban är det glesbefolkat, med 17 invånare per kvadratkilometer. Det finns inga andra samhällen i närheten. Omgivningarna runt San Esteban är en mosaik av jordbruksmark och naturlig växtlighet.